# Seaca de Câmp
Seaca de Câmp è un comune della Romania di 2 045 abitanti, ubicato nel distretto di Dolj, nella regione storica dell'Oltenia.
Il comune è formato dall'unione di 2 villaggi: Piscu Nou e Seaca de Câmp.